# Кроненпробка

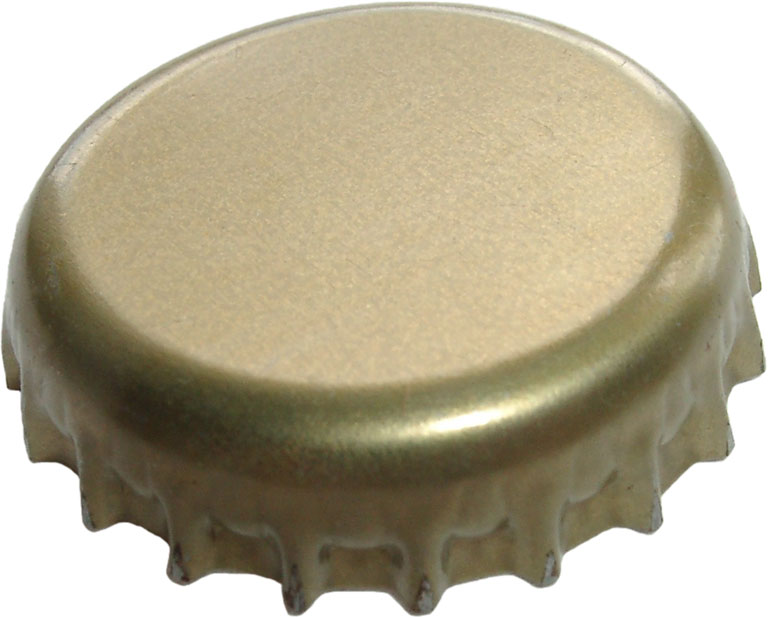
Неиспользованная пробка

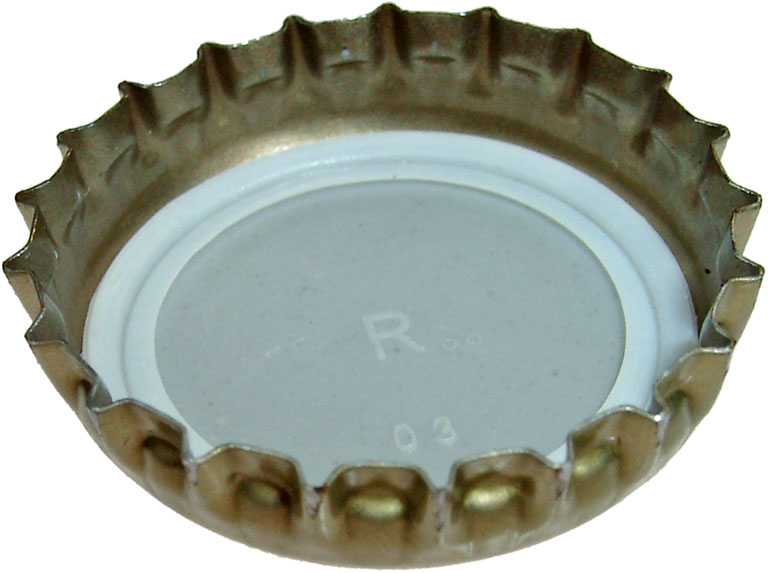
Неиспользованная пробка (в перевернутом виде)

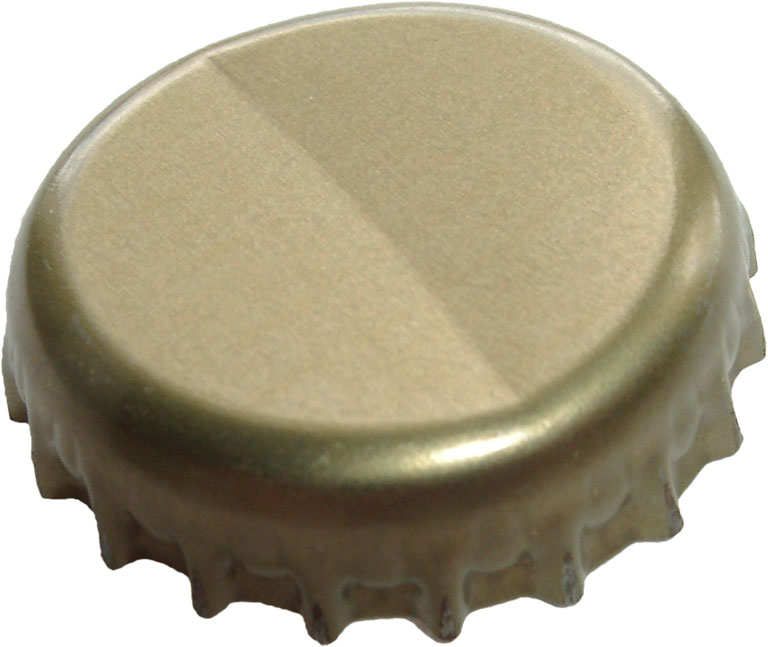
Кроненпробка в результате открытия согнулась

Процесс открывания кроненпробки с помощью открывашки

Кроненпробка (корончатая крышка)  — специальное устройство для закупоривания бутылок. Оно состоит из круглого куска металлической жести, который на краю согнут (т. н. юбка пробки), и уплотнителя. Первоначально уплотнитель изготавливался из пробковой коры, однако, с 1960-х—1970-х годов её заменили на пластик — полиэтилен или поливинилхлорид.
Пробка служит для плотного герметичного закрытия бутылок.
Кроненпробки по способу снятия их с бутылки делятся на два вида: pry-off (для открытия бутылки требуется специальный инструмент, так называемая открывашка) и twist-off (пробку можно снять без использования инструментов, просто повернув её рукой).
Технические требования к кроненпробкам изложены в ГОСТ 10 320-2003 от 17 марта 2003 года.
Укупорка кроненпробками является простым и экономически эффективным способом, идеально подходящим для слабоалкогольных (пиво, сидр) и безалкогольных напитков. Современные машины позволяют укупоривать бутылки герметично и с большой производительностью.

## История
Кроненпробка была изобретена Уильямом Пейнтером (1838—1906) из Балтимора, который 2 февраля 1892 года получил патент № 468258 на своё изобретение. В апреле 1893 года Пейнтер основал фирму «Crown Cork and Seal Company» — сегодня это один из лидеров мирового рынка по производству кроненпробок.

…наиболее выгодным для производства является тот товар, который необходимо выбрасывать после использования. (Уильям Пейнтер)

Первые кроненпробки имели 24 зубца. Из-за лучшей обработки при автоматизированном закрывании бутылок в настоящее время кроненпробки имеют 21 зубец.